# Plum City
Plum City és una població dels Estats Units a l'estat de Wisconsin. Segons el cens del 2000 tenia 574 habitants.

## Demografia
Segons el cens del 2000, Plum City tenia 574 habitants, 216 habitatges, i 147 famílies. La densitat de població era de 226,1 habitants per km².
Dels 216 habitatges en un 33,3% hi vivien nens de menys de 18 anys, en un 56% hi vivien parelles casades, en un 8,8% dones solteres, i en un 31,5% no eren unitats familiars. En el 26,9% dels habitatges hi vivien persones soles el 14,8% de les quals corresponia a persones de 65 anys o més que vivien soles. El nombre mitjà de persones vivint en cada habitatge era de 2,44 i el nombre mitjà de persones que vivien en cada família era de 2,99.
Per edats la població es repartia de la següent manera: un 25,8% tenia menys de 18 anys, un 6,6% entre 18 i 24, un 24,2% entre 25 i 44, un 17,8% de 45 a 60 i un 25,6% 65 anys o més.
L'edat mediana era de 41 anys. Per cada 100 dones de 18 o més anys hi havia 82,1 homes.
La renda mediana per habitatge era de 38.438 $ i la renda mediana per família de 46.607 $. Els homes tenien una renda mediana de 31.786 $ mentre que les dones 23.409 $. La renda per capita de la població era de 16.847 $. Aproximadament el 3,3% de les famílies i el 5,4% de la població estaven per davall del llindar de pobresa.

## Poblacions més properes
El següent diagrama mostra les poblacions més properes.